# Austrálie na zimních olympijských hrách
Austrálie na zimních olympijských hrách startuje od roku 1924. Toto je přehled účastí, medailového zisku a vlajkonošů na dané sportovní události.

## Účast na Zimních olympijských hrách
| Dějiště ZOH                 | ZOH      | Vlajkonoš                | Zlatá medaile | Stříbrná medaile | Bronzová medaile | Celkem |
| --------------------------- | -------- | ------------------------ | ------------- | ---------------- | ---------------- | ------ |
| 1924 Chamonix               | ZOH 1924 | nebyl                    |               |                  |                  | 0      |
| 1928 Svatý Mořic            | ZOH 1928 |                          |               |                  |                  | Ne     |
| 1932 Lake Placid            | ZOH 1932 |                          |               |                  |                  | Ne     |
| 1936 Garmisch-Partenkirchen | ZOH 1936 | nebyl                    |               |                  |                  | 0      |
| 1948 Svatý Mořic            | ZOH 1948 |                          |               |                  |                  | Ne     |
| 1952 Oslo                   | ZOH 1952 | nebyl                    |               |                  |                  | 0      |
| 1956 Cortina d'Ampezzo      | ZOH 1956 | nebyl                    |               |                  |                  | 0      |
| 1960 Squaw Valley           | ZOH 1960 | Vic Ekberg               |               |                  |                  | 0      |
| 1964 Innsbruck              | ZOH 1964 | nebyl                    |               |                  |                  | 0      |
| 1968 Grenoble               | ZOH 1968 | Malcolm Milne            |               |                  |                  | 0      |
| 1972 Sapporo                | ZOH 1972 | nebyl                    |               |                  |                  | 0      |
| 1976 Innsbruck              | ZOH 1976 | Colin Coates             |               |                  |                  | 0      |
| 1980 Lake Placid            | ZOH 1980 | Rob McIntyre             |               |                  |                  | 0      |
| 1984 Sarajevo               | ZOH 1984 | Colin Coates             |               |                  |                  | 0      |
| 1988 Calgary                | ZOH 1988 | Mike Richmond            |               |                  |                  | 0      |
| 1992 Albertville            | ZOH 1992 | Danny Kah                |               |                  |                  | 0      |
| 1994 Lillehammer            | ZOH 1994 | Kirstie Marshall         |               |                  | 1                | 1      |
| 1998 Nagano                 | ZOH 1998 | Richard Nizielski        |               |                  | 1                | 1      |
| 2002 Salt Lake City         | ZOH 2002 | Adrian Costa             | 2             |                  |                  | 2      |
| 2006 Turín                  | ZOH 2006 | Alisa Camplinová         | 1             |                  | 1                | 2      |
| 2010 Vancouver              | ZOH 2010 | Torah Brightová          | 2             | 1                |                  | 3      |
| 2014 Soči                   | ZOH 2014 | Alex Pullin              |               | 2                | 1                | 3      |
| 2018 Pchjongčchang          | ZOH 2018 | Scott James              |               | 2                | 1                | 3      |
| 2022 Peking                 | ZOH 2022 | Brendan Kerry Laura Peel | 1             | 2                | 1                | 4      |
| 2026 Milán                  | ZOH 2026 |                          |               |                  |                  |        |
| Celkem                      | 21       |                          | 6             | 7                | 6                | 19     |
| Zdroj na Olympedia.org      |          |                          |               |                  |                  |        |

Austrálie poprvé soutěžila na zimních olympijských hrách v roce 1936 v Garmisch-Partenkirchenu, poté se účastnila každých her, s jednou výjimkou v roce 1948 ve Svatém Mořici.
Austrálie získala svou první medaili (bronzovou) v roce 1994 v rychlobruslení na trati 5000 metrů štafety mužů. První individuální medaili získala v roce 1998 slalomářka Zali Steggallová. První zlato získali v roce 2002 Steven Bradbury na kilometrové trati v rychlobruslení a Alisa Camplin v akrobatickém lyžování. Austrálie se tak stala první zemí ležící na jižní polokouli, která získala zlatou medaili na zimních olympijských hrách.
Na hry v roce 2006 v Turíně Austrálie vyslala 40 zástupců v 10 sportech. Poprvé bylo zlato jasným cílem a bylo ho dosaženo, když Dale Begg-Smith získal zlatou medaili ve freestyle lyžování mužů.

## Historie
Austrálie poprvé soutěžila na zimní olympiádě v roce 1936. Její jediný zástupce Kenneth Kennedy se zúčastnil soutěže rychlobruslařů. Skončil na 29. místě.
Následující dvoje hry byly přerušeny kvůli druhé světové válce. Další se konaly až v roce 1948, kde Austrálie neměla žádného svého zástupce. Na hrách v roce 1952 v Oslu pocházelo z Austrálie devět sportovců, nejlepším umístěním bylo desáté místo v krasobruslení. Na následujících hrách, které se konaly v Itálii v Cortina d'Ampezzo v roce 1956 dosáhla zatím nejlepšího výsledku v historii, lepšího se dočkala až v roce 1976, kdy Colin Hickey obsadil dvě sedmá místa - v rychlobruslení na tratích 500 a 1000 metrů.

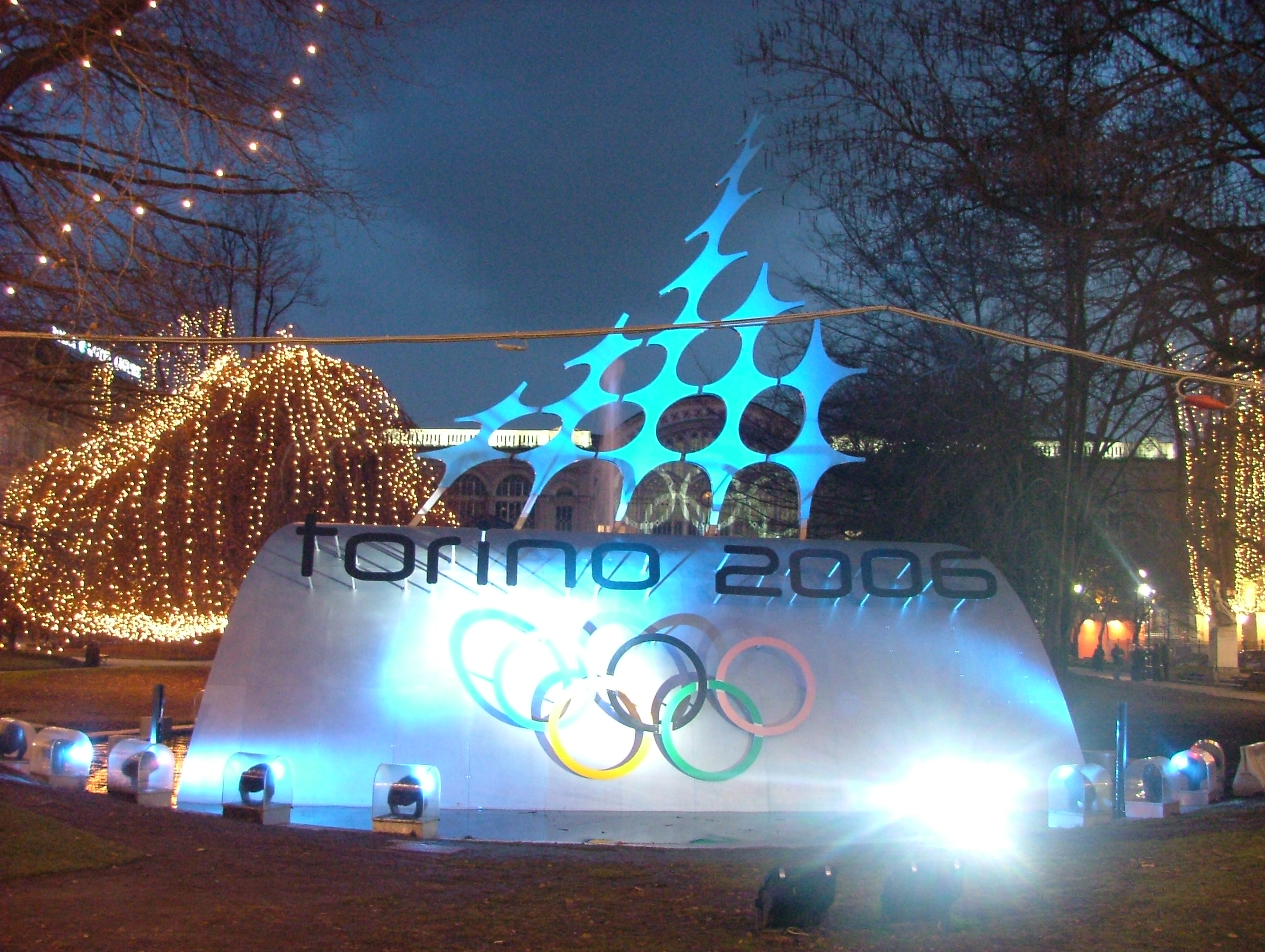
Austrálie získala na olympiádě v Turíně jednu zlatou a jednu bronzovou medaili, zastupovalo ji 40 sportovců v 10 sportech

V Salt Lake City 2002 přišly první dvě zlaté medaile. Rychlobruslař Steven Bradbury, který byl členem bronzového štafetového z roku 1994, získal zlato na kilometrové trati. U akrobatického lyžování byla očekávána medaile pro Austrálii od Jacqui Coopera, který se ale zranil, vynechal několik tréninků a medaili nezískal. Zato Alisa Camplin, která nebyla považována za favorita, získala Austrálii druhé zlato.
Na hrách ve Squaw Valley v roce 1960 měla australská delegace největší počet sportovců (31) až do roku 2006. Počet atletů byl velmi vysoký především díky účasti týmu ledního hokeje.
Na hry v roce 2006 v Turíně vyslala Austrálie zatím nejdelší delegaci, celkem 40 atletů šlo soutěžit do Alp s jasným cílem získat další medaile. Největší naděje byly vkládány opět do akrobatického lyžování. Lydia Ierodiaconou se zranila po špatném přistání ve druhém kvalifikačním kole. Dale Begg-Smith splnil předpovědi a získal zlatou medaili. Další příležitostí byl mužský štafetový tým rychlobruslařů, který nakonec skončil na 6. místě z osmi soutěžních týmů.

## Veřejná podpora
Po olympiádě v roce 1960 byla zahájena diskuse o kritériích pro výběr sportovců a jejich finančních odměnách. Na setkání v roce 1963 Kenneth Kennedy tvrdil, že národní hokejový tým nedostal žádnou nabídku na mezinárodní zápasy, protože nepatří mezi nejlepší na světě, a že tak nemůže být konkurenceschopnější, pokud není zapojen do tohoto druhu přípravy.

## Zimní sporty v Austrálii

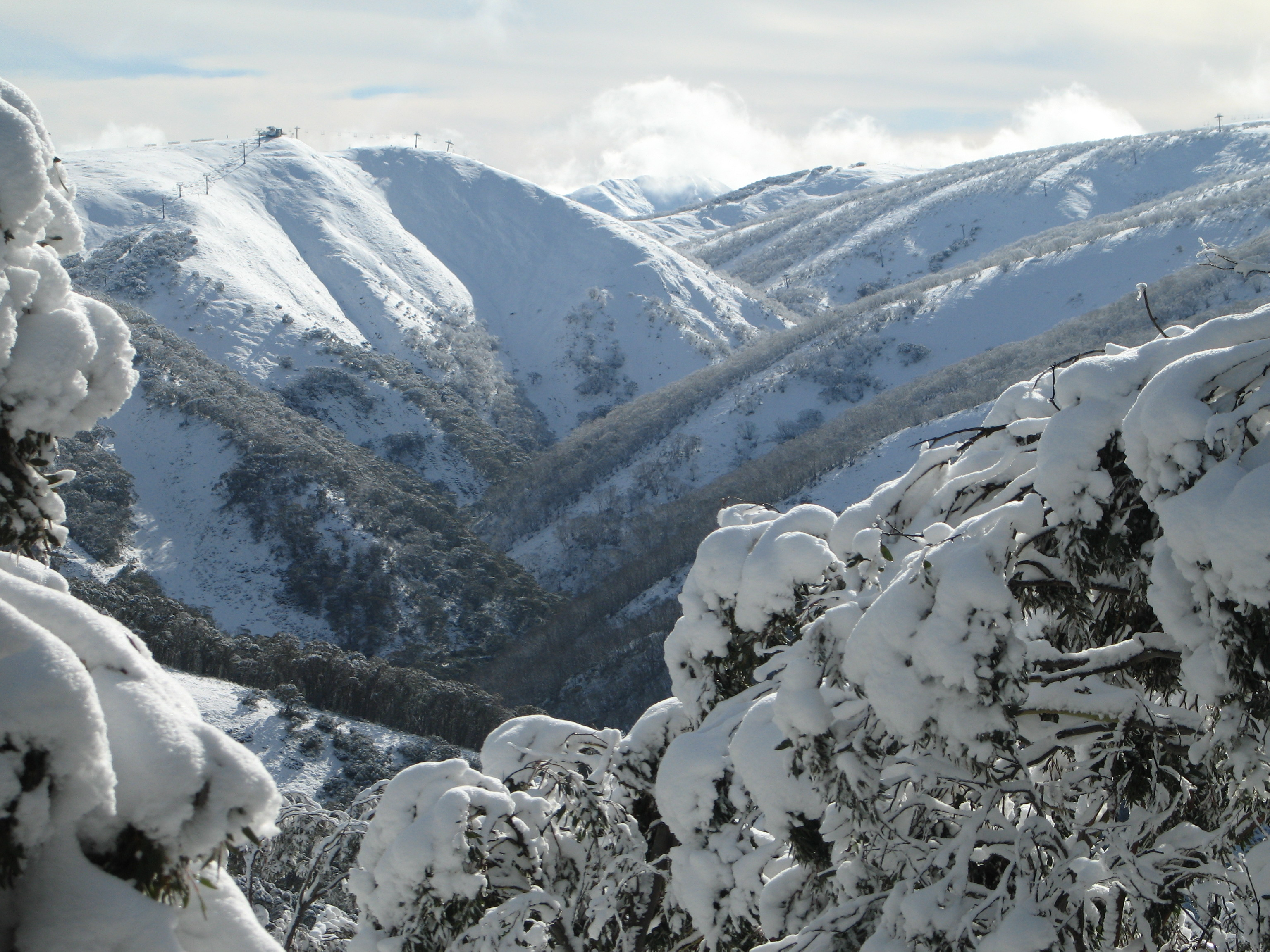
Mount Chotama v australských Alpách, je hlavním lyžařským střediskem v zemi.

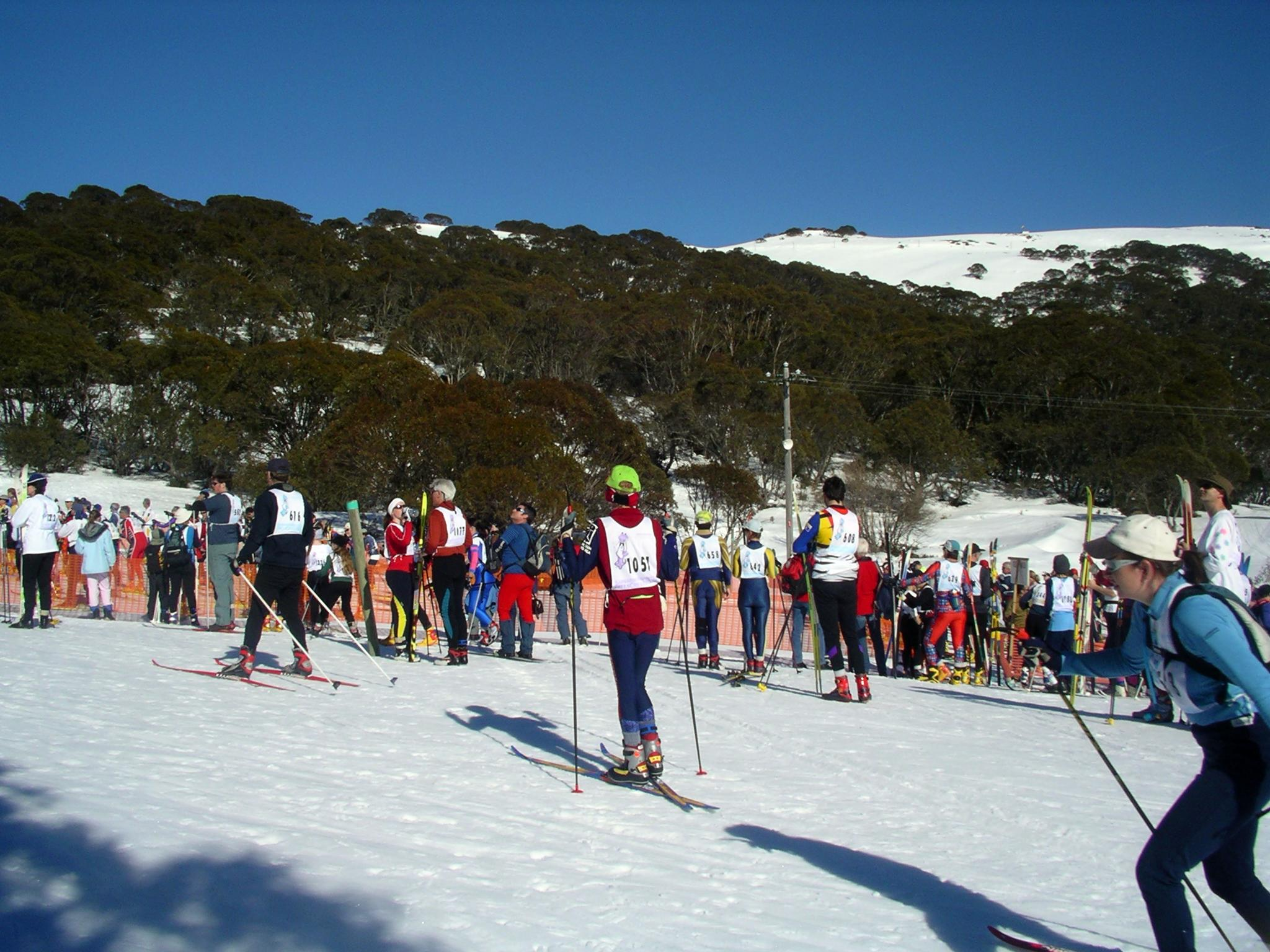
Start bězkařského závodu Kangaroo Hoppet v roce 2005

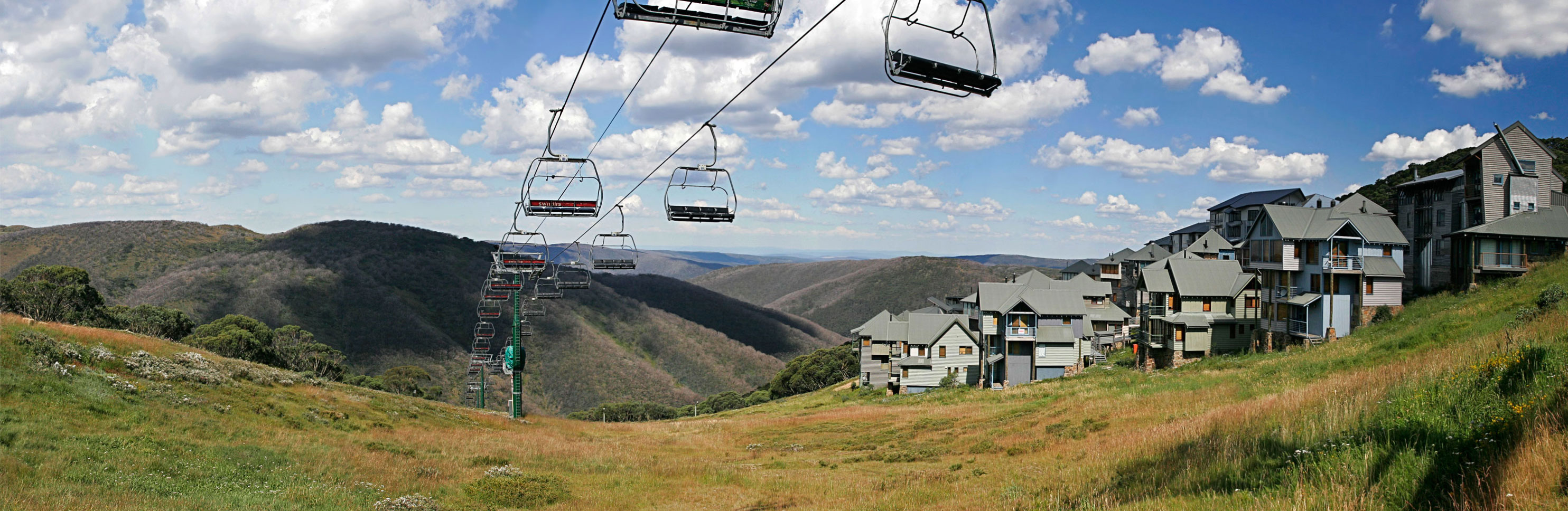
Sníh se drží na Australských svazích jen asi tři měsíce v roce, panorama Mt. Chotamy v létě

Austrálie je země, ve které obecně nejsou zimní sporty očekávány. Přesto je zde celá řada těchto sportů provozována, i když v mnohem menší míře než v zemích Evropy a Severní Ameriky. Nejvíce sněhu se dá najít v australských Alpách, a také v různých částech státu Tasmánie. Australské Alpy jsou oblíbené u obyvatel měst, jako je Sydney nebo Canberra, ze kterých do nich lidé jezdí trávit víkendy, zatímco lyžařská oblast Tasmánie je téměř pouze pro občany ostrova. Lyžařské sezóny jsou velmi krátké, trvají asi tři měsíce ročně.
V roce 2004 přišli finanční magnáti s projektem nazvaný "Toppa's dream" a postavili na hoře Blue Cow umělou sjezdovku. Akrobatičtí lyžaři nacvičovali své skoky na rybníku Wandin (od Melbourne je vzdálen hodinu jízdy). Kangaroo Hoppet je série běžkařských závodů, kterou pořádá Federace Ski Worldloppet, a která se koná každoročně a láká účastníky z různých zemí.
V mnoha velkých australských městech mají krytý zimní stadion umožňující trénink v některých zimních sportech, bez ohledu na klima ve městě, například v subtropické Brisbane je Australské rychlobruslařské centrum. Sydney hostilo v roce 1991 Mistrovství světa v rychlobruslení. V Austrálii však není ani jedna bobová dráha (pro boby, sáně a skeleton).

### Alpské lyžování
Australané soutěží v alpském lyžování na všech hrách od roku 1952. Malcolm Milne, jehož bratr Ross Milne zemřel v době přípravy na olympijské hry v roce 1964, vyhrál sjezdařský Světový pohár ve Val d'Isère v roce 1969. V následujícím roce byl třetí na Mistrovství světa a tak byl na olympijských hrách 1972 považován za silného medailového favorita. Zranil si ale koleno a splnění těchto cílů tedy bylo nemožné. Na olympijských hrách v roce 2006 soutěžili celkem čtyři lyžaři.

### Biatlon
Austrálie se biatlonových soutěží zúčastnila pokaždé od roku 1984, s výjimkou her v Salt Lake City v roce 2002. Nejlepší umístění bylo osmé místo Kerryn Rim v roce 1994 na 15 kilometrech žen. Zatím poslední účastnicí byla Cameron Morton, soutěžící na 10 a 20 kilometrech v roce 2006.

### Krasobruslení
Poprvé Austrálie soutěžila v krasobruslení na hrách v roce 1952. Zpočátku její soutěžící končili na posledních místech, ale postupně se zlepšovali a nejlepším výsledkem byla 10. pozice krasobruslaře Anthony Liua v roce 2002.

### Klasické lyžování
Austrálie soutěžila v klasickém lyžování ve všech odvětvích, s výjimkou skoků na lyžích na celkem šesti olympijských hrách v letech 1952, 1960, 1968, 1980, 1998 a 2006. V severské kombinaci měla zatím jediného zástupce Hala Nerdala v roce 1960. V nadcházejících Olympijských hrách v roce 2010 ve Vancouveru se očekává, že se poprvé objeví její zástupci ve skocích na lyžích žen. Ale to je velice nepravděpodobné, jelikož země nemá přístup k žádným můstkům na přípravu..

### Rychlobruslení
První Australská účast v rychlobruslení byla zároveň celkově první účastí Austrálie na ZOH, v roce 1936 ji zastupoval Kenneth Kennedy. Poté se účastnila každé rychlobruslařské soutěže vyjma roku 1964.
Dobré výsledky se začaly objevovat od vítězství štafety na Mistrovství světa v Sydney v roce 1991. První medaile byla bronzová na zimních olympijských hrách v roce 1994 a první vítězství přišlo v Salt Lake City v roce 2002, získal ho Steven Bradbury.

## Austrálie na zimních paralympijských hrách
Austrálie se účastnila zatím všech zimních paralympiád, 1. medaili země získala hned na první paralympiádě v roce 1992. Od té doby si z každé přivezla nejméně jednu medaili, všechny medaile byly z alpského lyžování.
| Austrálie na zimních paralympijských hrách | Austrálie na zimních paralympijských hrách | Austrálie na zimních paralympijských hrách | Austrálie na zimních paralympijských hrách | Austrálie na zimních paralympijských hrách |
| ------------------------------------------ | ------------------------------------------ | ------------------------------------------ | ------------------------------------------ | ------------------------------------------ |
| Rok                                        | Zlato                                      | Stříbro                                    | Bronz                                      | celkem                                     |
| 1992                                       | 1                                          | 1                                          | 2                                          | 4                                          |
| 1994                                       | 3                                          | 2                                          | 4                                          | 9                                          |
| 1998                                       | 1                                          | 0                                          | 1                                          | 2                                          |
| 2002                                       | 6                                          | 1                                          | 0                                          | 7                                          |
| 2006                                       | 0                                          | 1                                          | 1                                          | 2                                          |

Na 1. paralympiádě v roce 1992 získala Austrálie 4 medaile - 1 zlatou, 1 stříbrnou a 2 bronzové. Zlato a stříbro získal jednonohý Michael Milton. Bronzové medaile získali David Munk s ochrnutými dolními končetinami a Michael Norton s podobným postižením.
V roce 1994 získala Austrálie 9 medailí - tři zlaté, dvě stříbrné a čtyři bronzové. Milton zvítězil v obřím slalomu a získal zlato, stříbro a bronz ve slalomu a super, G. Norton vyhrál ve slalomu a super, G. James Paterson (postižený dětskou mozkovou obrnou) dobyl stříbro ve sjezdu a bronz v obřím slalomu. Munk získal 3. pozici v obřím slalomu. Vzhledem k tomu, že pro každý druh postižení se hrály samostatné soutěže, získali jak Paterson, tak Munk bronzovou medaili v obřím slalomu. V roce 1998 získal pro Austrálii medaile jen Paterson, zlato ve sjezdu a bronz ve slalomu.
Na hrách v roce 2002 získala Austrálie 7 medailí (6 zlatých a 1 stříbrnou). Michael Milton vyhrál ve všech soutěžích - celkem čtyři zlaté medaile ve sjezdu Super G, obřím slalomu a slalomu. Slepý Bart Bunting získal s pomocí Nathana Chiverse zlato ve sjezdu a Super G a stříbro v obřím slalomu. První ženu vyslala Austrálie na zimní paralympiádu v roce 2002, jmenovala se Emily Jansenová a měla amputované nohy.